# Jacques Auguste Dulion
Jacques Auguste Dulion, né à Paris en 1776 et mort en Égypte à Rahmanieh le 14 juillet 1799, est un ingénieur géographe français.
Élève de l'École polytechnique en 1795, il fait partie de l'expédition d'Égypte.
Ingénieur géographe. Il lève les plans d'Alexandrie avec Lecesne. Leurs travaux les menèrent jusqu'à Rahmanieh, où Dulion se noie dans le Nil.

## Source
- Archives nationales, F 17 1393, dossier 2 : quelques renseignement sur l'ingénieur géographe Dulion, cité par Yves Laissus, p. 558.